# Dan C. Mihăilescu
Dan C. Mihăilescu (n. 12 decembrie 1953, București, România) este critic literar, istoric literar și eseist român contemporan.
Este cunoscut publicului larg în special prin emisiunea Omul care aduce cartea, care era difuzată de Pro TV.

## Studii și activitate publicistică
A absolvit Facultatea de Limba și Literatura Română (secția română-franceză), Universitatea București (1972-1976). Din 1980 până în 2003 a fost cercetător științific la Institutul de Istorie și Teorie Literară „G. Călinescu”, secretar de redacție la Revista de istorie și teorie literară (1983-1986), editorul suplimentului Litere, arte, idei (LAI) al ziarului Cotidianul între (1991-1996) și (2001-2004). În 1999 a devenit consilier pe probleme de comunicare al Președintelui Societății Române de Televiziune. Realizează emisiunea Omul care aduce cartea pe Pro TV, din 2000. Este autor a numeroase cronici literare, în revistele Transilvania (1984-1989), 22 (1994-2000), Ziarul de duminică, supliment al Ziarului financiar (2000-2006), Idei în dialog. A debutat publicistic, după mai multe prezențe în reviste liceale și studențești, în 1974, în România literară.

## Emisiuni TV și online
În perioada 2000-2015 Dan C. Mihăilescu a prezentat emisiunea "Omul care aduce cartea" la Pro TV. «Omul care aduce cartea» avea să treacă în această perioadă de 15 ani printr-o mulțime de "ispite, alintări, opreliști, rigori, umilințe, măriri și fragilizări, așa cum șade bine oricărui capriciu bezmetic, tichie de mărgăritar pe creștetul unei realități anapoda. După premiul CNA din 2003, au urmat dilemele privind sponsorizarea editorială («editurile își fac reclamă și vând prin noi, iar noi nu câștigăm nimic»), propunerile lucrative («de acord să prezentăm cărți deștepte pe ecran, însă ele ar trebui neapărat dublate de titluri frivol-motivaționale pe burtieră, astfel încât să slujim toate categoriile de cititori»), impulsurile de bun simț economic, dar iritante și, oricum, inadecvate din unghiul, strict subiectiv, al prezentatorului (emisiunea să fie finanțată de Asociația Editorilor din România, de Uniunea Scriitorilor, Ministerul Culturii, Ministerul Învățământului sau APLER ori să fie cumpărată și redifuzată de Diverta, de lanțurile Humanitas, Cărturești etc.). Am resimțit dintotdeauna orice idee de sponsorizare ca o imixtiune, ori ca o presiune, directă sau indirectă, asupra opțiunilor realizatorului. Or, în acești 15 ani, cu aproximativ 3.500 titluri prezentate, nimeni nu mi-a impus vreodată lectura și etalarea pe ecran a vreunei cărți!", explică Dan C. Mihăilescu.
În cei zece ani în care a realizat emisiunea, criticul literar a trecut voios prin zeci de încercări. "Am filmat în Crângași, la Teatrul Giulești, ca anexă a masivelor forfotiri de la «Chestiunea zilei» a lui Florin Călinescu, la început făcând săptămânal un Top de cinci cărți în finalul emisiunii lui Nicolae Manolescu «Profesiunea mea, cultura», printre munți de recuzite mucegăite sau pempante, machiat fiind de legendarul Nicolae Vodă, apoi în Pache Protopopescu, în cotloane improvizate sau în platouri simandicoase, dar și la studiourile din Buftea ori în Parcul Tineretului, ca și la Bookfest ori Gaudeamus".

În ianuarie 2016 criticul literar a accepta propunerea eMAG, cunoscutul site de vânzări online, de a lansa emisiunea în format online, sub titlul "Cartea de la ora 5". Emisiunea este difuzată online pe platformele YouTube și Facebook și își propune să continue demersul început de criticul literar în emisiunea TV. Astfel, emisiunea încearcă să devină mult mai accesibilă segmentului de public tânăr sub forma unei pastile de cinci minute, postată zilnic de luni până vineri, în care se va vorbi despre o carte. Pastila video, filmată acasă la criticul literar, este găzduită pe site-ul cu același nume www.carteadelaora5.ro.

## Opere publicate

### Volume
- Perspective eminesciene, Ed. Cartea Românească, 1982[4]
- Dramaturgia lui Lucian Blaga, Ed. Dacia, 1984
- Întrebările poeziei, Ed. Cartea Românească, 1989
- Stângăcii de dreapta, Ed. Dacia, 1999
- Scriitorincul, Ed. Dacia, 2001
- Carte de bucăți, Ed. Fundației Pro, 2003
- Literatura română în postceaușism. I. Memorialistica sau trecutul ca re-umanizare, Ed. Polirom, 2004[5]
- Scrieri de plăcere, Ed. Fundației Pro, 2004
- Îndreptări de stânga, Ed. Humanitas, 2005
- Viața literară I, Ed. Fundației PRO, 2005[6]
- Literatura română în postceaușism, Vol II, Proza. Prezentul ca dezumanizare, Ed. Polirom, 2006 [7]
- De la coroana regala la Cercul polar. Antologie, Ed. Polirom, 2007
- Literatura română în postceaușism, Vol III, Eseistica. Piața ideilor politico-literare, Ed. Polirom, 2007
- Despre omul din scrisori. Mihai Eminescu, Ed. Humanitas, 2009
- Despre Cioran și fascinația nebuniei, Ed. Humanitas, 2010
- Cărțile care ne-au făcut oameni, Ed. Humanitas, 2010
- Și așa mai departe?, Ed. Humanitas, 2011
- Oare chiar m-am întors de la Athos?, Ed. Humanitas, 2011
- I.L. Caragiale și caligrafia plăcerii, Ed. Humanitas, 2012
- Ce mi se-ntâmplă. Jurnal pieziș, Ed. Humanitas, 2012
- Castelul, biblioteca, pușcăria. Trei vămi ale feminității exemplare, Ed. Humanitas, 2013 [8]
- „Ce-mi puteți face, dacă vă iubesc!?“.Eseu confesiv despre Ioan Alexandru, Ed. Humanitas, 2015
- Plăceri vinovate și datorii împlinite, Ed. Humanitas, 2018
- Podul cu vechituri , Ed. Humanitas, 2019

### Volume colective
- Dicționarul scriitorilor români
- Dicționarul general al literaturii române
- Cartea cu bunici, coord. de Marius Chivu -  Gabriela Adameșteanu, Radu Afrim, Iulia Alexa, Adriana Babeți, Anamaria Beligan, Adriana Bittel, Ana Blandiana, T. O. Bobe, Lidia Bodea, Emil Brumaru, Alin Buzărin, Alexandru Călinescu, Matei Călinescu, Daniela Chirion, Livius Ciocârlie, Adrian Cioroianu, Alexandru Cizek, Andrei Codrescu, Denisa Comănescu, Radu Cosașu, Dana Deac, Florin Dumitrescu, B. Elvin, Cătălin Dorian Florescu, Filip Florian, Matei Florian, Șerban Foarță, Emilian Galaicu-Păun, Vasile Gârneț, Cristian Geambașu, Dragoș Ghițulete, Cristian Ghinea, Bogdan Ghiu, Stela Giurgeanu, Adela Greceanu, Bogdan Iancu, Nora Iuga, Doina Jela, Alexandra Jivan, Ioan Lăcustă, Florin Lăzărescu, Dan Lungu, Cosmin Manolache, Anca Manolescu, Angela Marinescu, Virgil Mihaiu, Mircea Mihăieș, Călin-Andrei Mihăilescu, Dan C. Mihăilescu, Vintilă Mihăilescu, Ruxandra Mihăilă, Lucian Mîndruță, Adriana Mocca, Cristina Modreanu, Ioan T. Morar, Ioana Morpurgo, Radu Naum, Ioana Nicolaie, Tudor Octavian, Andrei Oișteanu, Radu Paraschivescu, Horia-Roman Patapievici, Dora Pavel, Irina Petraș, Cipriana Petre, Răzvan Petrescu, Marta Petreu, Andrei Pleșu, Ioan Es. Pop, Adina Popescu, Simona Popescu, Radu Pavel Gheo, Tania Radu, Antoaneta Ralian, Ana Maria Sandu, Mircea-Horia Simionescu, Sorin Stoica, Alex Leo Șerban, Robert Șerban, Tia Șerbănescu, Cătălin Ștefănescu, Pavel Șușară, Iulian Tănase, Antoaneta Tănăsescu, Cristian Teodorescu, Lucian Dan Teodorovici, Călin Torsan, Traian Ungureanu, Constanța Vintilă-Ghițulescu, Ciprian Voicilă, Sever Voinescu; Ed. Humanitas, 2007;
- Despre Noica. Noica inedit- Andrei Pleșu, Ioana Pârvulescu, Dan C. Mihăilescu, Gabriel Liiceanu, Alexandru Dragomir, Andrei Cornea; Ed. Humanitas, 2009;
- Cărțile care ne-au făcut oameni, coord. de Dan C. Mihăilescu - Ana Blandiana, Lucian Boia, Mircea Cărtărescu, Ștefan Câlția, Livius Ciocârlie, Andrei Cornea, Neagu Djuvara, Gabriel Liiceanu, Nicolae Manolescu, Mihai Măniuțiu, Horia-Roman Patapievici, Ioana Pârvulescu, Irina Petrescu, Andrei Pleșu, Victor Rebengiuc, Alex Ștefănescu, Valeriu Stoica, Ion Vianu; Ed. Humanitas, 2010;
- Intelectuali la cratiță. Amintiri culinare și 50 de rețete - Gabriel Liiceanu, Adriana Babeți, Adriana Bittel, Ana Blandiana, Emil Brumaru, Mircea Cărtărescu, Marius Chivu, Livius Ciocârlie, Neagu Djuvara, Dan C. Mihăilescu, Ioana Nicolaie, Radu Paraschivescu, Ioana Pârvulescu, Oana Pellea, Monica Pillat, Andrei Pleșu, Tania Radu, Antoaneta Ralian, Grete Tartler, Vlad Zografi; Ed. Humanitas, 2012;
- De la Waters la Similea. Oameni cool scriu despre muzica lor, coord. de Radu Paraschivescu - Cosmin Alexandru, Iulian Comănescu, Andrei Crăciun, Adrian Georgescu, Gabriela Massaci, Călin-Andrei Mihăilescu, Dan C. Mihăilescu, Andi Moisescu, Radu Naum, Radu Paraschivescu, Oana Pellea, Alexandra Rusu, Robert Șerban, Cătălin Ștefănescu; Ed. Humanitas, 2013;
- Casele vieților noastre - Gabriel Liiceanu, Adriana Bittel, Ana Blandiana, Andrei Pleșu, Antoaneta Ralian, Barbu Cioculescu, Dan C. Mihăilescu, Gabriela Tabacu, Horia-Roman Patapievici, Ioana Pârvulescu, Micaela Ghițescu, Monica Pillat, Radu Paraschivescu, Tania Radu, Victor Ieronim Stoichiță; Ed. Humanitas, 2014;
- Prietenii noștri imaginari, coord. de Nadine Vlădescu - Ana Dragu, Dan C. Mihăilescu, Iulian Tănase, Ioana Bot, Șerban Foarță, Robert Șerban, Elenei Vlădăreanu, Emil Brumaru, Marin Mălaicu-Hondari, Antoaneta Ralian, Florin Bican, Monica Pillat; Ed. Humanitas, 2015;
- Bucureștiul meu - Andrei Pleșu, Dan C. Mihăilescu, Ioana Pârvulescu, Tatiana Niculescu, Radu Paraschivescu, Gabriela Tabacu, Horia-Roman Patapievici, Anamaria Smigelschi, Andreea Răsuceanu, Dan Petrescu, Monica Pillat, Andrei Crăciun, Ioana Nicolaie, Adriana Bittel, Corina Ciocârlie, Marius Constantinescu, Mircea Cărtărescu, Neagu Djuvara; Ed. Humanitas, 2016;
- Cum (să) îmbătrânim? - coord. Marina Dumitrescu -  autori: Teodor Baconschi, Pr. Emanoil Băbuș, Magda Cârneci, Ruxandra Cesereanu, Pavel Chirilă; Ierom. Agapie Corbu; Ioana Costa; Mircea Deaca; Marina Dumitrescu; Augustin Ioan; Sorin Lavric; Anca Manolescu; Mircea Mihăieș; Dan C. Mihăilescu; Costion Nicolescu; Alexandru Papilian; Radu Paraschivescu; Ioana Pârvulescu, Nicolae Tzone; Marius Vasileanu; Marina Vazaca; Matei Vișniec; Sever Voinescu - Ed. Baroque Books & Arts, 2016

### Traduceri
- Cunoașterea inutilă de Jean-François Revel
- Revirimentul democrației de Jean-François Revel
- Obsesia antiamericană de Jean-François Revel
- Teatru complet de Eugene Ionesco, cinci volume
- Sfârșitul imperiului de Emmanuel Todd
- Uniunea Europeană... o nouă URSS de Vladimir Bukovski

## Afilieri
- Membru al Uniunii Scriitorilor din România din 1990

## Premii și distincții
- A primit Premiul Uniunii Scriitorilor în 1982 (pentru debut) și 1999 (pentru traducerea integrală a dramaturgiei lui Eugène Ionesco), Premiul UTC, 1982, Premiile revistelor Ateneu (1976, 2004), Luceafărul (1978), Tribuna (1980), Transilvania (1984), Flacăra (2004).
- A primit medalia „150 de ani de la nașterea lui Mihai Eminescu” (2000), premiul CNA, pentru „Omul care aduce cartea” (2002), Premiul Radio București, 2004, premiul de critică al Asociației Scriitorilor din București, 2004. A fost nominalizat la Premiul de critică al UNITER, în 2001.

### Decorații
- Ordinul național „Pentru Merit” în grad de Ofițer (1 decembrie 2000) „pentru realizări artistice remarcabile și pentru promovarea culturii, de Ziua Națională a României”[9]